# World Falling Down
World Falling Down è il quarto album in studio da solista del cantante statunitense Peter Cetera, pubblicato nel 1992.

## Tracce
1. Restless Heart – 4:09
2. Even a Fool Can See – 4:31
3. Feels Like Heaven (con Chaka Khan) – 4:48
4. Wild Ways – 4:00
5. World Falling Down – 5:00
6. Man in Me – 5:41
7. Where There's No Tomorrow – 4:43
8. The Last Place God Made – 4:14
9. Dip Your Wings – 3:33
10. Have You Ever Been in Love – 4:06